# 프랑수아즈 마들렌 도를레앙
프랑스의 프란체스카 마달레나(이탈리아어: Francesca Maddalena d'Orléans) 또는 프랑수아즈 마들렌 도를레앙(프랑스어: Françoise Madeleine d'Orléans, 1648년 10월 13일 ~ 1664년 1월 14일)은 사보이아 공작 카를로 에마누엘레 2세의 첫 번째 아내다. 오를레앙 공 가스통과 그 두 번째 아내인 로렌의 마르그리트 사이에서 태어났으며 프랑스 국왕 루이 13세의 조카딸이다. 형제로는 토스카나 대공비 오를레앙의 마르게리타 루이사, 기즈 공작 부인 오를레앙의 엘리자베트 마르그리트 등이 있다.

## 생애
1663년 사보이아 공작 카를로 에마누엘레 2세와 결혼했고 사보이아 공국에서는 프란체스카 마달레나로 불렸다. 시어머니인 크리스틴 드 프랑스는 앙리 4세의 딸로, 프랑수아즈에게는 시어머니인 동시에 고모였다. 프랑수아즈는 결혼한 그 이듬해에 세상을 떠났고 카를로 에마누엘레 2세는 사보이아가 방계 출신의 사부아느무르의 마리 잔과 재혼했다.